# Campionati mondiali di pattinaggio di velocità su distanza singola 2020
I Campionati mondiali di pattinaggio di velocità su distanza singola 2020 sono stati la 20ª edizione della manifestazione. Si sono svolti dal 13 al 16 febbraio 2020 allo Utah Olympic Oval di Salt Lake City, negli Stati Uniti d'America.

## Programma[1]
| Giorno      | Ora (UTC-7) | Gara                          |
| ----------- | ----------- | ----------------------------- |
| 13 febbraio | 12:30       | 3000 m donne                  |
| 13 febbraio | 13:39       | 5000 m uomini                 |
| 13 febbraio | 15:25       | Sprint a squadre donne        |
| 13 febbraio | 15:42       | Sprint a squadre uomini       |
| 14 febbraio | 14:00       | 10000 m uomini                |
| 14 febbraio | 15:58       | Inseguimento a squadre donne  |
| 14 febbraio | 16:30       | 500 m uomini                  |
| 14 febbraio | 17:09       | 500 m donne                   |
| 15 febbraio | 12:30       | 5000 m donne                  |
| 15 febbraio | 13:35       | 1000 m uomini                 |
| 15 febbraio | 14:22       | 1000 m donne                  |
| 15 febbraio | 15:09       | Inseguimento a squadre uomini |
| 16 febbraio | 12:30       | 1500 m donne                  |
| 16 febbraio | 13:25       | 1500 m uomini                 |
| 16 febbraio | 14:21       | Mass start donne              |
| 16 febbraio | 14:43       | Mass start uomini             |

## Podi

### Uomini
| Evento                 | Oro                                                  | Tempo    | Argento                                                  | Tempo    | Bronzo                                                               | Tempo    |
| 500 m                  | Pavel Kuližnikov                                     | 33"72    | Ruslan Murašov                                           | 33"99    | Tatsuya Shinhama                                                     | 34"03    |
| 1000 m                 | Pavel Kuližnikov                                     | 1'05"69  | Kjeld Nuis                                               | 1'06"73  | Laurent Dubreuil                                                     | 1'06"76  |
| 1500 m                 | Kjeld Nuis                                           | 1'41"66  | Thomas Krol                                              | 1'41"73  | Joey Mantia                                                          | 1'42"16  |
| 5000 m                 | Ted-Jan Bloemen                                      | 6'04"37  | Sven Kramer                                              | 6'04"91  | Graeme Fish                                                          | 6'06"32  |
| 10000 m                | Graeme Fish                                          | 12'33"86 | Ted-Jan Bloemen                                          | 12'45"01 | Patrick Beckert                                                      | 12'47"93 |
| Inseguimento a squadre | Paesi Bassi Marcel Bosker Douwe de Vries Sven Kramer | 3'34"68  | Giappone Seitarō Ichinohe Riku Tsuchiya Shane Williamson | 3'36"41  | Russia Danila Semerikov Sergej Trofimov Ruslan Zacharov              | 3'37"24  |
| Sprint a squadre       | Paesi Bassi Thomas Krol Dai Dai Ntab Kai Verbij      | 1'18"18  | Cina Gao Tingyu Ning Zhongyan Wang Shiwei                | 1'18"53  | Norvegia Odin By Farstad Håvard Holmefjord Lorentzen Bjørn Magnussen | 1'19"54  |
| Mass start             | Jorrit Bergsma                                       | 60 p.    | Jordan Belchos                                           | 40 p.    | Antoine Gélinas-Beaulieu                                             | 24 p.    |

### Donne
| Evento                 | Oro                                                 | Tempo   | Argento                                                  | Tempo   | Bronzo                                                   | Tempo   |
| 500 m                  | Nao Kodaira                                         | 36"69   | Angelina Golikova                                        | 36"74   | Ol'ga Fatkulina                                          | 36"78   |
| 1000 m                 | Jutta Leerdam                                       | 1'11"84 | Ol'ga Fatkulina                                          | 1'12"33 | Miho Takagi                                              | 1'12"34 |
| 1500 m                 | Ireen Wüst                                          | 1'50"92 | Evgenija Lalenkova                                       | 1'51"13 | Elizaveta Kazelina                                       | 1'51"41 |
| 3000 m                 | Martina Sáblíková                                   | 3'54"25 | Carlijn Achtereekte                                      | 3'54"92 | Natal'ja Voronina                                        | 3'55"54 |
| 5000 m                 | Natal'ja Voronina                                   | 6'39"02 | Martina Sáblíková                                        | 6'41"18 | Esmee Visser                                             | 6'46"68 |
| Inseguimento a squadre | Giappone Ayano Sato Miho Takagi Nana Takagi         | 2'50"76 | Paesi Bassi Antoinette de Jong Melissa Wijfje Ireen Wüst | 2'52"65 | Canada Ivanie Blondin Valérie Maltais Isabelle Weidemann | 2'53"62 |
| Sprint a squadre       | Paesi Bassi Letitia de Jong Femke Kok Jutta Leerdam | 1'24"02 | Russia Ol'ga Fatkulina Angelina Golikova Dar'ja Kačanova | 1'24"50 | Polonia Natalia Czerwonka Andżelika Wójcik Kaja Ziomek   | 1'25"37 |
| Mass start             | Ivanie Blondin                                      | 60 p.   | Kim Bo-reum                                              | 40 p.   | Irene Schouten                                           | 20 p.   |

## Medagliere
| Pos.   | Paese         | Oro | Argento | Bronzo | Totale |
| ------ | ------------- | --- | ------- | ------ | ------ |
| 1      | Paesi Bassi   | 7   | 5       | 2      | 14     |
| 2      | Russia        | 3   | 5       | 4      | 12     |
| 3      | Canada        | 3   | 2       | 4      | 9      |
| 4      | Giappone      | 2   | 1       | 2      | 5      |
| 5      | Rep. Ceca     | 1   | 1       | 0      | 2      |
| 6      | Cina          | 0   | 1       | 0      | 1      |
| 6      | Corea del Sud | 0   | 1       | 0      | 1      |
| 8      | Germania      | 0   | 0       | 1      | 1      |
| 8      | Norvegia      | 0   | 0       | 1      | 1      |
| 8      | Polonia       | 0   | 0       | 1      | 1      |
| 8      | Stati Uniti   | 0   | 0       | 1      | 1      |
| Totale | Totale        | 16  | 16      | 16     | 48     |